# Cecilioides
Cecilioides é um género de gastrópode  da família Ferussaciidae.
Este género contém as seguintes espécies:
- Cecilioides acicula (Müller, 1774)
- Cecilioides aperta (Guilding in Swainson, 1840)
- Cecilioides blandiana (Crosse, 1880)
- Cecilioides connollyi Tomlin, 1943
- Cecilioides consobrina (d’Orbigny, 1842)
- Cecilioides eulima (Lowe, 1854)
- Cecilioides gundlachi (Pfeiffer, 1850)
- Cecilioides iota (C. B. Adams, 1845)
- Cecilioides nyctelia (Bourguignat, 1856)
- Cecilioides petitiana (Benoit, 1862)